# Lycée Bellevue (Toulouse)
Pour les articles homonymes, voir Lycée Bellevue.
Le lycée Bellevue est un lycée polyvalent de Toulouse. Il accueille des élèves de la seconde à la terminale dans la voie générale, l'enseignement sciences et technologies du management et de la gestion (STMG) et un dispositif de Sportifs de haut niveau (SHN). Il accueille aussi des filières de CPGE scientifiques PCSI, MPSI puis MP, PC* et PSI en deuxième année.

## Histoire

### Origines (1884-2004)
En 1884, Théodore Ozenne, un banquier toulousain, décide de léguer au lycée de Toulouse (actuel lycée Pierre-de-Fermat) 33 hectares destinés à « favoriser l'épanouissement des lycéens à l'écart du centre ville ». Il s'agit alors d'une grande exploitation agricole, comprenant un bâtiment du XVIIIe siècle, le château.
En 1952, le lycée Bellevue est créé sur ce terrain, il ne comprend alors qu'une quarantaine d'élèves.
Dans les années soixante, c'est un lycée expérimental. Il devient ensuite un lycée de quartier, bénéficiant de classes préparatoires aux grandes écoles et se caractérisant par un profil scientifique.
Le château est inscrit au titre des monuments historiques en 1993.

### Période contemporaine (2005 à nos jours)
En mars 2005, des élèves votent le blocus du lycée en protestation à la loi Fillon, nécessitant l'intervention des forces de l'ordre pour que puissent y être organisés des concours administratifs. L'année suivante, durant les événements anti-CPE, le lycée est occupé pendant plus d'une semaine par des élèves avec occupation nocturne et camping sauvage. Hugo Clément, ayant commis des faits de violence envers l'intendant lors de ces événements, est mis en examen par le tribunal pour enfants. Il écope d'une exclusion avec sursis malgré les protestations d'une partie du personnel qui réclament son exclusion effective.
En 2010, le lycée est bloqué lors d'une mobilisation contre une réforme des retraites. En 2013, des élèves manifestent contre la fermeture des grilles du lycée à heure fixe, empêchant les élèves de rentrer ou sortir en dehors d'horaires précis.
En mars 2014, une professeur d'anglais du lycée est portée disparue. Son corps est retrouvé en novembre 2014 et identifié formellement au début de l'année 2015.

## Classement du lycée
En 2016, le lycée se classe 26e sur 37 au niveau départemental quant à la qualité d'enseignement, 73e sur 104 au niveau régional et 1491e sur 2309 au niveau national avec 92 % de réussite au bac. Le classement s'établit sur trois critères : le taux de réussite au bac, la proportion d'élèves de première qui obtient le baccalauréat en ayant fait les deux dernières années de leur scolarité dans l'établissement, et la valeur ajoutée (calculée à partir de l'origine sociale des élèves, de leur âge et de leurs résultats au diplôme national du brevet).

## Classements des CPGE
Le classement national des classes préparatoires aux grandes écoles (CPGE) se fait en fonction du taux d'admission des élèves dans les grandes écoles.
En 2021, L'Étudiant donnait le classement suivant pour les concours de 2020 :
| Filière | Élèves admis dans une grande école* | Taux d'admission* | Taux moyen sur 5 ans | Classement national | Évolution sur un an |
| --- | ----------------------------------- | ----------------- | -------------------- | ------------------- | ------------------- |
| MP / MP* | 13 / 42 élèves                      | 31 %              | 15.2%                | 40e sur 131         | en augmentation     |
| PC / PC* | 6 / 35 élèves                       | 16.2 %            | 13.3 %               | 58e ex æquo sur 110 | =                   |
| PSI / PSI* | 17 / 47 élèves                      | 57.4%             | 33.3 %               | 19e sur 115         | en augmentation     |
| Source : Classement 2021 des prépas - L'Étudiant (Concours de 2020). * le taux d'admission dépend des grandes écoles retenues par l'étude. En filières scientifiques, c'est un panier de 11 à 17 écoles d'ingénieurs qui a été retenu par L'Étudiant selon la filière (MP, PC, PSI, PT ou BCPST). |                                     |                   |                      |                     |                     |

### Anciens élèves
- Laurent Saint-Martin, homme politique
- Hugo Clément, journaliste
- Léon Marchand, nageur

## [15],[16]Notes et références[17]
1. ↑  Le lycée Bellevue : du legs Ozenne à la technopole
2. ↑  « Château de Bellevue », notice no PA00125576, sur la plateforme ouverte du patrimoine, base Mérimée, ministère français de la Culture
3. ↑  Toulouse : les lycéens restent mobilisés
4. ↑  CPE - Toulouse : Toujours aussi déterminés
5. ↑  L'après-CPE : les sanctions tombent
6. ↑  « Toulouse. Bellevue : la FSU ne s'associe pas à la pétition », sur ladepeche.fr (consulté le 9 septembre 2020).
7. ↑  Manifestations : les jeunes défilent à Toulouse et bloquent les lycées
8. ↑  Toulouse : les élèves du lycée Bellevue manifestent contre... la fermeture des portes
9. ↑  « Des os découverts : il pourrait s'agir de Missao Guy, disparue depuis 9 mois », sur La Dépêche.
10. ↑  « Missao Guy : l'ADN confirme la triste nouvelle », sur La Dépêche.
11. ↑  « Classement des lycées », sur Le Parisien, 21 mars 17 (consulté le 22 mars 17).
12. ↑  Classement 2021 des prépas MP
13. ↑  Classement 2021 des prépas PC
14. ↑  Classement 2021 des prépas PSI
15. ↑  « Classement prépas Maths spé PSI/PSI* (physique – sciences de l’ingénieur) - Classement prépa scientifique 2022 - effectif de plus de 15 élèves », sur letudiant.fr (consulté le 17 février 2022).
16. ↑  « Classement prépas Maths spé PC/PC* (physique chimie) - Classement prépa scientifique 2022 - effectif de plus de 15 élèves », sur letudiant.fr (consulté le 17 février 2022).
17. ↑  « Classement prépas Maths spé MP/MP* (maths physique) - Classement prépa scientifique 2022 - effectif de plus de 15 élèves », sur letudiant.fr (consulté le 17 février 2022).